# Bad World Tour
Tournées par Michael Jackson
Dangerous World Tour
(1992-1993)

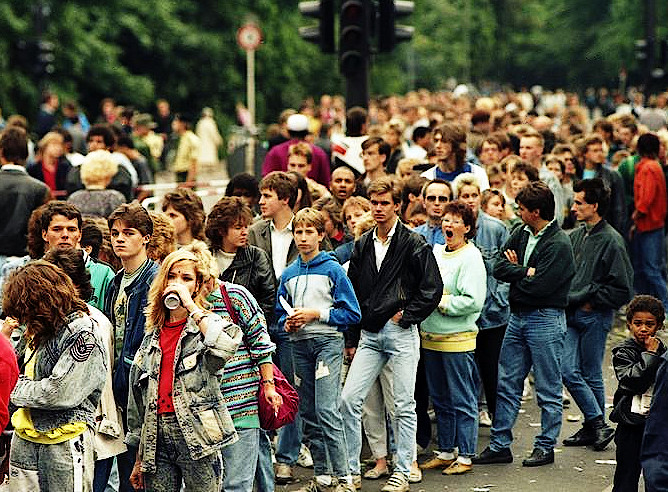
File d'attente avant le concert du 19 juin 1988 à Berlin.

Le Bad World Tour est une tournée internationale de Michael Jackson qui a débuté le 12 septembre 1987 à Tokyo et s'est terminée le 27 janvier 1989 à Los Angeles. Le Bad World Tour fut une véritable « tournée-spectacle », souvent considérée par les fans comme la meilleure de l'artiste, avec des concerts constitués de chorégraphies époustouflantes et d'effets spéciaux jamais utilisés auparavant. 
Le plus grand spectacle de la tournée fut donné à Liverpool (Aintree) devant 125 000 personnes le 11 septembre 1988. En France, la tournée passa par le Parc des Princes de Paris les 27 et 28 juin 1988. Elle passa ensuite à Montpellier le 12 août (stade Richter) et à Nice le 14 août (stade Charles-Ehrmann). En Belgique, elle passa par Werchter le 23 août. En Suisse, la tournée est passée respectivement par Bâle le 16 juin (stade Saint-Jacques) et par Lausanne le 19 août (stade de la Pontaise).
Première tournée de Michael Jackson sans ses frères, le Bad World Tour a réuni près de 4,5 millions de personnes à travers 123 concerts et demeure la plus grosse tournée des années 1980 en termes d'audience. Elle a rapporté plus de 125 millions de dollars de recettes (soit l'équivalent de 271 millions de dollars en 2019) et est la tournée la plus lucrative des années 1980 pour un artiste solo.

## Médias
Le concert de Yokohama en septembre 1987 a été filmé par la télévision japonaise, puis diffusé à la télévision sur de nombreuses chaînes asiatiques. Il n'a toutefois pas fait l'objet d'une sortie officielle en VHS ou DVD. Il existe des vidéos en qualité professionnelle des concerts de Yokohama, Tokyo et Osaka, et de la moitié du concert de Brisbane et Rome, ainsi que plusieurs vidéos amateurs de divers concerts de la tournée, dont certaines sont disponibles sur internet ou en VHS/DVD vendus par des fans. De nombreux fans ont ainsi été longtemps déçus de l'absence de vidéo officielle de cette tournée disponible à la vente. 
En août 2005, une pétition en ligne avait été créée pour soutenir la sortie d'une vidéo officielle d'un concert du Bad World Tour, avec une grande préférence accordée pour le concert du 14 juillet 1988 au Wembley Stadium de Londres. Cette demande s'est finalement concrétisée le 21 mai 2012 avec enfin une annonce officielle de la part de Sony à l'occasion de la sortie de l'album Bad 25. Les raisons de la non-commercialisation d'une vidéo du vivant de l'artiste restent inconnues, mais une rumeur dit que Michael n'était pas entièrement satisfait de la prestation enregistrée. Le DVD intitulé Michael Jackson: Live at Wembley July 16, 1988 est donc sorti en septembre 2012. Il est également disponible dans la version deluxe de Bad 25.

## Programme
| 1. Wanna Be Startin' Somethin' 2. Things I Do For You 3. Off the Wall 4. Human Nature 5. This Place Hotel 6. She's Out of My Life 7. Jackson 5 Medley : - I Want You Back - The Love You Save - I'll Be There 8. Rock with You 9. Lovely One 10. « Bad Groove Interlude » : It's Gonna Be A Beautiful Night (chanson de Prince) & Don't Stop 'Til You Get Enough (juste pour les concerts en Australie) 11. Working Day And Night 12. Beat It 13. Billie Jean 14. Shake Your Body (Down to the Ground) 15. Thriller 16. I Just Can't Stop Loving You 17. Bad | 1. Wanna Be Startin' Somethin' 2. This Place Hotel 3. Another Part of Me 4. I Just Can't Stop Loving You 5. She's Out of My Life 6. Jackson 5 Medley : - I Want You Back - The Love You Save - I'll Be There 7. Rock with You 8. Human Nature 9. Smooth Criminal 10. Dirty Diana 11. Thriller 12. « Bad Groove Interlude » : Band Jam (Greg Phillinganes), Layla (Eric Clapton et Jim Gordon), Sussudio (Phil Collins), You Win Again (Barry Gibb, Maurice Gibb and Robin Gibb), Don't Stop 'Til You Get Enough (Michael Jackson) 13. Working Day and Night 14. Beat It 15. Billie Jean 16. Bad 17. The Way You Make Me Feel 18. Man in the Mirror |

## Liste des concerts
| #                           | Date              | Ville           | Pays        | Lieu                        | Audience |
| --------------------------- | ----------------- | --------------- | ----------- | --------------------------- | -------- |
| Première Partie (1987)      |                   |                 |             |                             |          |
| Asie                        |                   |                 |             |                             |          |
| 1                           | 12 septembre 1987 | Tokyo           | Japon       | Korakuen Stadium            | 50 000   |
| 2                           | 13 septembre 1987 | Tokyo           | Japon       | Korakuen Stadium            | 50 000   |
| 3                           | 14 septembre 1987 | Tokyo           | Japon       | Korakuen Stadium            | 50 000   |
| 4                           | 19 septembre 1987 | Nishinomiya     | Japon       | Hankyu Nishinomiya Stadium  | 49 000   |
| 5                           | 20 septembre 1987 | Nishinomiya     | Japon       | Hankyu Nishinomiya Stadium  | 50 000   |
| 6                           | 21 septembre 1987 | Nishinomiya     | Japon       | Hankyu Nishinomiya Stadium  | 60 000   |
| 7                           | 25 septembre 1987 | Yokohama        | Japon       | Yokohama Stadium            | 50 000   |
| 8                           | 26 septembre 1987 | Yokohama        | Japon       | Yokohama Stadium            | 50 000   |
| 9                           | 27 septembre 1987 | Yokohama        | Japon       | Yokohama Stadium            | 50 000   |
| 10                          | 3 octobre 1987    | Yokohama        | Japon       | Yokohama Stadium            | 47 000   |
| 11                          | 4 octobre 1987    | Yokohama        | Japon       | Yokohama Stadium            | 38 000   |
| 12                          | 10 octobre 1987   | Osaka           | Japon       | Osaka Stadium               | 45000    |
| 13                          | 11 octobre 1987   | Osaka           | Japon       | Osaka Stadium               | 50000    |
| 14                          | 12 octobre 1987   | Osaka           | Japon       | Osaka Stadium               | 50000    |
| Océanie                     |                   |                 |             |                             |          |
| 15                          | 13 novembre 1987  | Melbourne       | Australie   | Olympic Park Stadium        | 45 000   |
| 16                          | 20 novembre 1987  | Sydney          | Australie   | Parramatta Stadium          | 45 000   |
| 17                          | 21 novembre 1987  | Sydney          | Australie   | Parramatta Stadium          | 50 000   |
| 18                          | 27 novembre 1987  | Brisbane        | Australie   | Entertainment Centre        | 13 500   |
| 19                          | 28 novembre 1987  | Brisbane        | Australie   | Entertainment Centre        | 13 500   |
| Deuxième Partie (1988-1989) |                   |                 |             |                             |          |
| Amérique du Nord            |                   |                 |             |                             |          |
| 20                          | 23 février 1988   | Kansas City     | États-Unis  | Kemper Arena                | 16 960   |
| 21                          | 24 février 1988   | Kansas City     | États-Unis  | Kemper Arena                | 16 960   |
| 22                          | 3 mars 1988       | New York        | États-Unis  | Madison Square Garden       | 20 000   |
| 23                          | 5 mars 1988       | New York        | États-Unis  | Madison Square Garden       | 20 000   |
| 24                          | 6 mars 1988       | New York        | États-Unis  | Madison Square Garden       | 20 000   |
| 25                          | 12 mars 1988      | Saint-Louis     | États-Unis  | St. Louis Arena             | 18 000   |
| 26                          | 13 mars 1988      | Saint-Louis     | États-Unis  | St. Louis Arena             | 20 000   |
| 27                          | 18 mars 1988      | Indianapolis    | États-Unis  | Market Square Arena         | 17 000   |
| 28                          | 19 mars 1988      | Indianapolis    | États-Unis  | Market Square Arena         | 17 000   |
| 29                          | 20 mars 1988      | Louisville      | États-Unis  | Freedom Hall                | 19 000   |
| 30                          | 23 mars 1988      | Denver          | États-Unis  | McNichols Sports Arena      | 20 125   |
| 31                          | 24 mars 1988      | Denver          | États-Unis  | McNichols Sports Arena      | 20 125   |
| 32                          | 30 mars 1988      | Hartford        | États-Unis  | Hartford Civic Center       | 15 060   |
| 33                          | 31 mars 1988      | Hartford        | États-Unis  | Hartford Civic Center       | 15 060   |
| 34                          | 1er avril 1988    | Hartford        | États-Unis  | Hartford Civic Center       | 15 060   |
| 35                          | 8 avril 1988      | Houston         | États-Unis  | The Summit                  | 17 000   |
| 36                          | 9 avril 1988      | Houston         | États-Unis  | The Summit                  | 17 000   |
| 37                          | 10 avril 1988     | Houston         | États-Unis  | The Summit                  | 17 000   |
| 38                          | 13 avril 1988     | Atlanta         | États-Unis  | The Omni                    | 17 000   |
| 39                          | 14 avril 1988     | Atlanta         | États-Unis  | The Omni                    | 17 000   |
| 40                          | 15 avril 1988     | Atlanta         | États-Unis  | The Omni                    | 17 000   |
| 41                          | 19 avril 1988     | Chicago         | États-Unis  | Rosemont Horizon            | 30 000   |
| 42                          | 20 avril 1988     | Chicago         | États-Unis  | Rosemont Horizon            | 30 000   |
| 43                          | 21 avril 1988     | Chicago         | États-Unis  | Rosemont Horizon            | 30 000   |
| 44                          | 25 avril 1988     | Dallas          | États-Unis  | Reunion Arena               | 19 000   |
| 45                          | 26 avril 1988     | Dallas          | États-Unis  | Reunion Arena               | 19 000   |
| 46                          | 27 avril 1988     | Dallas          | États-Unis  | Reunion Arena               | 19 000   |
| 47                          | 4 mai 1988        | Minneapolis     | États-Unis  | Met Center                  | 16 890   |
| 48                          | 5 mai 1988        | Minneapolis     | États-Unis  | Met Center                  | 16 890   |
| 49                          | 6 mai 1988        | Minneapolis     | États-Unis  | Met Center                  | 16 890   |
| Europe                      |                   |                 |             |                             |          |
| 50                          | 23 mai 1988       | Rome            | Italie      | Stade Flaminio              | 35 000   |
| 51                          | 24 mai 1988       | Rome            | Italie      | Stade Flaminio              | 35 000   |
| 52                          | 29 mai 1988       | Turin           | Italie      | Stadio Comunale             | 53 600   |
| 53                          | 2 juin 1988       | Vienne          | Autriche    | Prater Stadium              | 55 000   |
| 54                          | 5 juin 1988       | Rotterdam       | Pays-Bas    | Feyenoord Stadion           | 48 500   |
| 55                          | 6 juin 1988       | Rotterdam       | Pays-Bas    | Feyenoord Stadion           | 48 500   |
| 56                          | 7 juin 1988       | Rotterdam       | Pays-Bas    | Feyenoord Stadion           | 48 500   |
| 57                          | 11 juin 1988      | Gothembourg     | Suède       | Eriksbergs Shipyard         | 53 000   |
| 58                          | 12 juin 1988      | Gothembourg     | Suède       | Eriksbergs Shipyard         | 53 000   |
| 59                          | 16 juin 1988      | Bâle            | Suisse      | Stade Saint-Jacques         | 50 000   |
| 60                          | 19 juin 1988      | Berlin          | Allemagne   | Palais du Reichstag         | 50 000   |
| 61                          | 27 juin 1988      | Paris           | France      | Parc des Princes            | 64 000   |
| 62                          | 28 juin 1988      | Paris           | France      | Parc des Princes            | 64 000   |
| 63                          | 1er juillet 1988  | Hambourg        | Allemagne   | Volkspark Stadium           | 50 000   |
| 64                          | 3 juillet 1988    | Cologne         | Allemagne   | Mungersdorfer Stadium       | 70 000   |
| 65                          | 8 juillet 1988    | Munich          | Allemagne   | Olympic Stadium             | 72 000   |
| 66                          | 10 juillet 1988   | Hockenheim      | Allemagne   | Mungersdorfer Stadium       | 70 000   |
| 67                          | 14 juillet 1988   | Londres         | Royaume-Uni | Wembley Stadium             | 72 000   |
| 68                          | 15 juillet 1988   | Londres         | Royaume-Uni | Wembley Stadium             | 72 000   |
| 69                          | 16 juillet 1988   | Londres         | Royaume-Uni | Wembley Stadium             | 72 000   |
| 70                          | 22 juillet 1988   | Londres         | Royaume-Uni | Wembley Stadium             | 72 000   |
| 71                          | 23 juillet 1988   | Londres         | Royaume-Uni | Wembley Stadium             | 72 000   |
| 72                          | 26 juillet 1988   | Cardiff         | Royaume-Uni | Cardiff Arms Park           | 55 000   |
| 73                          | 30 juillet 1988   | Cork            | Irlande     | Páirc Uí Chaoimh            | 60 000   |
| 74                          | 31 juillet 1988   | Cork            | Irlande     | Páirc Uí Chaoimh            | 60 000   |
| 75                          | 5 août 1988       | Marbella        | Espagne     | Football Municipal Stadium  | 28 000   |
| 76                          | 7 août 1988       | Madrid          | Espagne     | Vicente Calderón Stadium    | 60 000   |
| 77                          | 9 août 1988       | Barcelone       | Espagne     | Camp Nou                    | 90 000   |
| 78                          | 12 août 1988      | Montpellier     | France      | Stade Richter               | 30 000   |
| 79                          | 14 août 1988      | Nice            | France      | Stade Charles-Ehrmann       | 35 000   |
| 80                          | 19 août 1988      | Lausanne        | Suisse      | Stade de la Pontaise        | 45 000   |
| 81                          | 21 août 1988      | Wurtzbourg      | Allemagne   | Talavera Wiesen             | 43 000   |
| 82                          | 23 août 1988      | Werchter        | Belgique    | Festival Ground             | 55 000   |
| 83                          | 26 août 1988      | Londres         | Royaume-Uni | Wembley Stadium             | 72 000   |
| 84                          | 27 août 1988      | Londres         | Royaume-Uni | Wembley Stadium             | 72 000   |
| 85                          | 29 août 1988      | Leeds           | Royaume-Uni | Roundhay Park               | 90 000   |
| 86                          | 2 septembre 1988  | Hanovre         | Allemagne   | Niedersachsen Stadium       | 45 000   |
| 87                          | 4 septembre 1988  | Gelsenkirchen   | Allemagne   | Park Stadium                | 52 000   |
| 88                          | 6 septembre 1988  | Linz            | Autriche    | Linzer Stadion              | 40 000   |
| 89                          | 10 septembre 1988 | Milton Keynes   | Royaume-Uni | The Bowl                    | 60 000   |
| 90                          | 11 septembre 1988 | Liverpool       | Royaume-Uni | Aintree                     | 125 000  |
| Amérique du Nord            |                   |                 |             |                             |          |
| 91                          | 26 septembre 1988 | Pittsburgh      | États-Unis  | Civic Arena                 | 16 230   |
| 92                          | 27 septembre 1988 | Pittsburgh      | États-Unis  | Civic Arena                 | 16 230   |
| 93                          | 28 septembre 1988 | Pittsburgh      | États-Unis  | Civic Arena                 | 16 230   |
| 94                          | 3 octobre 1988    | East Rutherford | États-Unis  | Meadowlands Arena           | 20 350   |
| 95                          | 4 octobre 1988    | East Rutherford | États-Unis  | Meadowlands Arena           | 20 350   |
| 96                          | 5 octobre 1988    | East Rutherford | États-Unis  | Meadowlands Arena           | 20 350   |
| 97                          | 10 octobre 1988   | Richfield       | États-Unis  | Richfield Coliseum          | 19 000   |
| 98                          | 11 octobre 1988   | Richfield       | États-Unis  | Richfield Coliseum          | 19 000   |
| 99                          | 13 octobre 1988   | Landover        | États-Unis  | Capital Centre              | 17 470   |
| 100                         | 17 octobre 1988   | Landover        | États-Unis  | Capital Centre              | 17 470   |
| 101                         | 18 octobre 1988   | Landover        | États-Unis  | Capital Centre              | 17 470   |
| 102                         | 19 octobre 1988   | Landover        | États-Unis  | Capital Centre              | 17 470   |
| 103                         | 24 octobre 1988   | Auburn Hills    | États-Unis  | The Palace of Auburn Hills  | 16 670   |
| 104                         | 25 octobre 1988   | Auburn Hills    | États-Unis  | The Palace of Auburn Hills  | 16 670   |
| 105                         | 26 octobre 1988   | Auburn Hills    | États-Unis  | The Palace of Auburn Hills  | 16 670   |
| 106                         | 7 novembre 1988   | Irvine          | États-Unis  | Irvine Meadows Amphitheatre | 15 000   |
| 107                         | 8 novembre 1988   | Irvine          | États-Unis  | Irvine Meadows Amphitheatre | 15 000   |
| 108                         | 9 novembre 1988   | Irvine          | États-Unis  | Irvine Meadows Amphitheatre | 15 000   |
| 109                         | 13 novembre 1988  | Los Angeles     | États-Unis  | Memorial Sports Arena       | 18 000   |
| Asie                        |                   |                 |             |                             |          |
| 110                         | 9 décembre 1988   | Tokyo           | Japon       | Tokyo Dome                  | 45 000   |
| 111                         | 10 décembre 1988  | Tokyo           | Japon       | Tokyo Dome                  | 45 000   |
| 112                         | 11 décembre 1988  | Tokyo           | Japon       | Tokyo Dome                  | 45 000   |
| 113                         | 17 décembre 1988  | Tokyo           | Japon       | Tokyo Dome                  | 45 000   |
| 114                         | 18 décembre 1988  | Tokyo           | Japon       | Tokyo Dome                  | 45 000   |
| 115                         | 19 décembre 1988  | Tokyo           | Japon       | Tokyo Dome                  | 45 000   |
| 116                         | 24 décembre 1988  | Tokyo           | Japon       | Tokyo Dome                  | 45 000   |
| 117                         | 25 décembre 1988  | Tokyo           | Japon       | Tokyo Dome                  | 45 000   |
| 118                         | 26 décembre 1988  | Tokyo           | Japon       | Tokyo Dome                  | 45 000   |
| Amérique du Nord            |                   |                 |             |                             |          |
| 119                         | 16 janvier 1989   | Los Angeles     | États-Unis  | Memorial Sports Arena       | 18 000   |
| 120                         | 17 janvier 1989   | Los Angeles     | États-Unis  | Memorial Sports Arena       | 18 000   |
| 121                         | 18 janvier 1989   | Los Angeles     | États-Unis  | Memorial Sports Arena       | 18 000   |
| 122                         | 26 janvier 1989   | Los Angeles     | États-Unis  | Memorial Sports Arena       | 18 000   |
| 123                         | 27 janvier 1989   | Los Angeles     | États-Unis  | Memorial Sports Arena       | 18 000   |

## Concerts annulés ou reportés
Des concerts ont été annulés ou reportés, certains pour cause de raison de santé de l'artiste, d'autres à cause de problèmes d'organisation :
- 03/11/87 : Perth, Australie, WACA Oval. Annulé le 28 octobre 1987 car l'association de cricket australienne a refusé que le concert se déroule sur son terrain.
- 08/11/87 : Adelaide, Australie, Thebarton Oval. Annulé le 28 octobre 1987 pour le même motif.
- 02/12/87 : Wellington, Nouvelle-Zélande, Athletic Park. Annulé le 29 octobre 1987 pour le même motif.
- 06/12/87 : Auckland, Nouvelle-Zélande, Mount Smart Stadium. Annulé le 29 octobre 1987 pour le même motif.
- 23/06/88 : Lyon, France, Stade de Gerland. Annulé pour faute d'affluence suffisante (15 000 billets vendus)[7],[8].
- 30/10/88 : Seattle/Tacoma, États-Unis, Tacoma Dome. Annulé.
- 01/11/88 : Seattle/Tacoma, États-Unis, Tacoma Dome. Annulé.
- 02/11/88 : Seattle/Tacoma, États-Unis, Tacoma Dome. Annulé.
- 14/11/88 : Los Angeles, États-Unis, Los Angeles Memorial Sports Arena. Annulé, reporté le 16 janvier 1989.
- 15/11/88 : Los Angeles, États-Unis, Los Angeles Memorial Sports Arena. Annulé, reporté le 17 janvier 1989.
- 20/11/88 : Los Angeles, États-Unis, Los Angeles Memorial Sports Arena. Annulé, reporté le 18 janvier 1989.
- 21/11/88 : Los Angeles, États-Unis, Los Angeles Memorial Sports Arena. Annulé, reporté le 26 janvier 1989.
- 22/11/88 : Los Angeles, États-Unis, Los Angeles Memorial Sports Arena. Annulé, reporté le 27 janvier 1989.

## Équipe musicale

### Artiste principal
- Michael Jackson : chanteur, danseur, directeur artistique, chorégraphe

### Groupe
- Directeur musical : Greg Phillinganes
- Batterie : Ricky Lawson
- Basse : Don Boylette
- Guitare principale : Jennifer Batten
- Guitare rythmique : Jon Clark
- Synthétiseurs : Greg Phillinganes, Chris Currell et Rory Kaplan

### Choristes
- Sheryl Crow
- Kevin Dorsey
- Dorian Holley
- Darryl Phinnessee

### Danseurs
- Damon Navandi
- Randy Allaire
- Evaldo Garcia
- Patrik Nebeski
- Dominic Lucero
- LaVelle Smith
- Tatiana Thumbtzen[9]

## Équipe technique
- Directeur exécutif : Michael Jackson
- Directeur assistant : Jolie Levine, Vincent Paterson
- Chorégraphe : Vincent Paterson
- Chorégraphe assistant : Michael Jackson
- Décors : Tom McPhilips
- Lumière : Allen Branton
- Directeur de la sécurité : Bill Bray
- Coiffures et maquillages : Karen Faye
- Manageur : Frank Dileo

## Faits divers
- Pendant un concert donné à Brisbane en Australie le 28 novembre 1987, Stevie Wonder (présent sur le titre Just Good Friends de l'album Bad) est entré sur scène pour une improvisation en duo avec Michael sur la chanson Bad.
- Lors de l'interprétation de Another Part Of Me à Kansas City, Michael avait sans le savoir sa braguette ouverte jusqu'à ce qu'on lui fasse signe et qu'il la referme, dos au public.
- Le 3 mars 1988, Michael Jackson a donné un concert privé dans la ville de New York, au Madison Square Garden. Tous les bénéfices ont été versés à une organisation caritative afro-américaine, la United Negro College Fund. Ce même jour, Tatiana Thumbtzen embrassa Michael Jackson sur scène pendant la chanson The Way You Make Me Feel (il s'agit de la jeune femme qui apparaît dans le clip de la chanson).
- Le 16 juillet 1988, le Prince Charles et la Princesse Diana viennent le voir quelques instants avant le début du concert, Michael et toute l'équipe de la tournée se mettent « en ligne », selon le protocole de rencontre royal. Très généreux à chaque étape de ses concerts, il remettra la recette de l'événement pour la fondation du prince Charles, soit 450 000 £, ainsi que deux vestes en cuir griffées du Bad World Tour et ses trois premiers disques d'or (soit ceux d'Off the Wall, Thriller et Bad) aux deux petits William et Harry. La princesse Diana a parlé quelques longues minutes avec Michael. L'informant en tout premier lieu qu'elle en est une grande fan, elle lui demande par la suite s'il chantera Dirty Diana, qui faisait partie normalement de la liste du concert. Jackson a répondu tout étonné qu'il l'avait retirée par respect pour elle. Diana le supplia alors de chanter cette chanson, car c'était en fait sa préférée. Michael lui a alors dit qu'il verrait ce qu'il pouvait faire, étant à quelques minutes du concert, il lui était difficile de remettre la chanson au programme. Mais toujours professionnel, il réussit à replacer la chanson dans le concert.
- À la suite de ces événements à Londres, Michael entretiendra une relation amicale avec le Prince Charles, qui retournera le voir lors du Dangerous World Tour en 1992. Il dira également avoir une profonde et énorme amitié avec la Princesse Diana, tous deux se contacteront ensuite très souvent, à des heures très tardives (pour Michael, il était préférable qu'il appelle la princesse la nuit, en raison du décalage horaire les séparant). Plus tard, Lady Diana confiera à un de ses proches que Michael Jackson est la plus impressionnante rencontre qu'elle a vécu, et qu'elle a toujours eu une grande admiration pour lui. Michael confirmera cette amitié lors de confidences avec le rabbin Shmuley Boteach, qui est l'auteur de Michael Jackson Tapes: A Tragic Icon Reveals His Soul In Ultimate Conversation[10].
- Le 8 septembre 1988, Michael Jackson a reçu une récompense spéciale par l'équipe du stade Wembley à Londres pour avoir battu un nouveau record d'audience. En effet, le chanteur a donné sept concerts à guichets fermés, réunissant plus de 504 000 spectateurs.
- Le 11 septembre 1988, le chanteur a livré un concert en extérieur à Liverpool (Aintree), réunissant pas moins de 125 000 spectateurs. Au moment du Bad Groove Interlude, à la place du pot-pourri habituel, l'équipe musicale a réalisé un pot-pourri des Beatles en hommage au groupe originaire de cette ville[11].
- Au Japon, l'interprète de Bad a donné pas moins de 12 concerts au Tokyo Dome (3 concerts en 1987 et 9 autres en 1988).
- Au cours des dernières dates de concert à Los Angeles, Michael Jackson utilisait parfois une chemise blanche pour interpréter The Way You Make Me Feel et Man In The Mirror.
- Pour son ultime concert de cette tournée, le 27 janvier 1989, Michael Jackson dédicaça le Jackson 5 Medley à Berry Gordy. Les recettes de ce concert ont été reversées à Childhelp, une organisation nationale à but non lucratif dédiée à la prévention et au traitement de la maltraitance des enfants[12].

## Michael Jackson Souvenir Singles Pack
Au Royaume-Uni, un lot de cinq 45 tours « picture disc » dans un format carré a été commercialisé en 1988 afin de promouvoir la tournée. Tous les « picture disc » (côté recto), reliés les uns aux autres grâce à des pochettes plastifiées, forment en mosaïque une photo de Michael Jackson issue du Bad World Tour,.
- Disque 1 :

1. Bad - 4:05
2. Bad (Dance Remix Radio Edit) - 4:50

- Disque 2 :

1. I Just Can't Stop Loving You - 4:17
2. Baby Be Mine - 4:14

- Disque 3 :

1. The Way You Make Me Feel - 4:26
2. The Way You Make Me Feel (Instrumental) - 4:26

- Disque 4 :

1. Man In The Mirror - 4:55
2. Man In The Mirror (Instrumental) - 4:55

- Disque 5 :

1. Dirty Diana - 4:42
2. Dirty Diana (Instrumental) - 4:42